# اچ‌ام‌اس برهم (۱۸۱۱)
اچ‌ام‌اس برهم (۱۸۱۱) (به انگلیسی: HMS Barham (1811)) یک کشتی بود که طول آن ۱۷۶ فوت (۵۴ متر) بود. این کشتی در سال ۱۸۱۱ ساخته شد.